# Občina Mozirje
Občina Mozirje je jednou z 212 občin ve Slovinsku. Nachází se v Savinjském regionu na území historického Dolního Štýrska. Občinu tvoří 8 sídel, její rozloha je 53,5 km² a k 1. lednu 2017 zde žilo 4 038 obyvatel. Správním střediskem občiny je Mozirje.

## Geografie
Centrální část občiny leží v údolí řeky Savinja na jejím středním toku. Severně od údolí pak stoupá do kopců a hor Kamnicko-Savinjských Alp. Nadmořská výška se pohybuje zhruba od 330 m v údolí řeky až po 1 588 m (hora Boskovec) na západním okraji občiny.

## Členění občiny
Občina se dělí na sídla: Brezje, Dobrovlje pri Mozirju, Lepa Njiva, Ljubija, Loke pri Mozirju, Mozirje, Radegunda, Šmihel nad Mozirjem.

## Sousední občiny
Sousedními občinami jsou: Šoštanj na severu a severovýchodě, Šmartno ob Paki na východě, Braslovče na jihovýchodě, Nazarje na jihu, Rečica ob Savinji na jihozápadě a Ljubno na západě.